# Epimedium
Genre
Taxons de rang inférieur
- Voir le texte

Epimedium est un genre de plantes à fleurs la famille des Berberidaceae. Ce sont des plantes herbacées originaires de Chine.
Originaires des forêts de Chine du Sud, elles sont fréquentes de l'Europe de l'Est au Japon, ces plantes vivaces herbacées mesurent entre 20 cm et 1 m de hauteur. Les fleurs jaunes, blanches, roses ou violettes, s'épanouissent au printemps.

Ces plantes sont connues aussi sous le nom de fleur des elfes.

## Description
Les Epimedium sont des herbacées vivaces munis de rhizomes souterrains ; elles sont soit caduques soit persistantes, le nouveau feuillage remplaçant au printemps le feuillage précédent.
Leur mode de croissance est très variable : tige solitaire, tiges groupées, une ou plusieurs feuilles par tige.
Leurs fleurs sont en grappes voire en panicules de taille très variable.

## Quelques espèces
- Epimedium acuminatum
- Epimedium alpinum
- Epimedium brachyrrhizum
- Epimedium brevicornu
- Epimedium chlorandrum
- Epimedium davidii
- Epimedium diphyllum
- Epimedium dolichostemon
- Epimedium epsteinii
- Epimedium franchetii
- Epimedium grandiflorum
- Epimedium koreanum
- Epimedium leptorrhizum
- Epimedium ogisui
- Epimedium pauciflorum
- Epimedium pinnatum
- Epimedium pubescens
- Epimedium pubigerum
- Epimedium rhizomatosum
- Epimedium sagittatum
- Epimedium sempervirens
- Epimedium simplicifolium
- Epimedium wushanense

## Quelques hybrides cultivés
- Epimedium × cantabrigiense, hybride de E. alpinum et E. pubigerum
- Epimedium × perralchicum, hybride de E. perralderianum et E. pinnatum subsp. colchicum
- Epimedium × rubrum, hybride de E. alpinum et E. grandiflorum
- Epimedium × versicolor, hybride de E. grandiflorum et E. pinnatum subsp. colchicum
- Epimedium × warleyense, hybride de E. alpinum et E. pinnatum subsp. colchicum
- Epimedium × youngianum, hybride de E. diphyllum et E. grandiflorum